# Miracolo dell'acqua di Nipepe

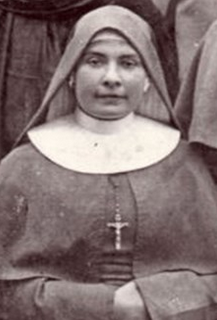
Beata Irene Stefani

Il miracolo dell'acqua di Nipepe si sarebbe verificato, secondo la Chiesa cattolica, dal 10 al 13 gennaio 1989 nel villaggio di Nipepe, in Mozambico, grazie all'intercessione di suor Irene Stefani (1891-1930): duecentotrenta persone nei primi due giorni, e ottanta il terzo giorno, assediate dai miliziani della Renamo, riuscirono a dissetarsi con i pochi litri di acqua contenuti nel fonte battesimale, senza che questa si esaurisse.

## La vicenda
Il 10 gennaio 1989, verso l'alba, i miliziani della Renamo, che da vent'anni combattevano il partito filomarxista Frelimo, attaccarono il villaggio mozambicano di Nipepe; circa 230 persone, delle quali metà erano bambini, si rifugiarono in chiesa dove il parroco, padre Giuseppe Frizzi, si rese conto della gravità della situazione: gli assedianti avevano isolato l'edificio, e la gente disponeva soltanto di pochi biscotti, rimasti in sacrestia dopo un battesimo, e della poca acqua contenuta nel fonte battesimale, il cui utilizzo fu consentito per dissetare i fedeli.
Nel pomeriggio il religioso convocò i catechisti, e fu deciso di ricorrere all'intercessione di suor Irene Stefani, una religiosa italiana appartenente alla loro stessa congregazione, quella delle suore della Consolata. Suor Irene, della quale padre Giuseppe stava leggendo la biografia, era stata missionaria in Kenya e in seguito sarebbe stata proclamata beata, sotto il pontificato di papa Francesco, il 23 maggio 2015.
Gli assediati pregarono incessantemente per tutto il periodo della prigionia: dopo due giorni 140 persone furono deportate e costrette a marciare per decine di chilometri nella foresta. Gli altri 80 rimasero prigionieri per un'altra giornata, finché i miliziani finalmente se ne andarono. Nel giro di due settimane i 140 deportati, contrariamente a ogni previsione, riuscirono a tornare tutti al villaggio incolumi, raccontando la loro odissea e di come fossero incredibilmente scampati a esecuzioni sommarie, attraversando inoltre senza conseguenze campi minati.
In quegli stessi giorni un catechista, Sebastião Aranha, che era riuscito a scappare all'inizio dell'attacco, tornò al villaggio, raccontando di aver sognato una missionaria della Consolata che lo aveva esortato a pregare, promettendogli il ritorno di tutti i deportati, compresi sua moglie e suo figlio.

## Il riconoscimento della Chiesa Cattolica
Il miracolo che ha consentito la beatificazione di suor Irene Stefani è proprio quello che sarebbe avvenuto a Nipepe, durante l'assedio dei miliziani. La poca acqua contenuta nel fonte battesimale, ricavato da un tronco d'albero, è stata valutata dai sei ai dodici litri e la commissione di inchiesta ha stabilito che in nessun modo poteva bastare per dissetare tutti, tenendo conto anche del fatto che non vi era stato alcun razionamento.
La commissione ha inoltre concentrato la sua attenzione sull'acqua, in quanto il fatto era più facile da verificare, ma altri particolari della vicenda erano stati considerati straordinari, come la salvezza di tutte le persone coinvolte, nonostante fossero state esposte a pericoli di tutti i generi.